# جمع‌آوری نمونه

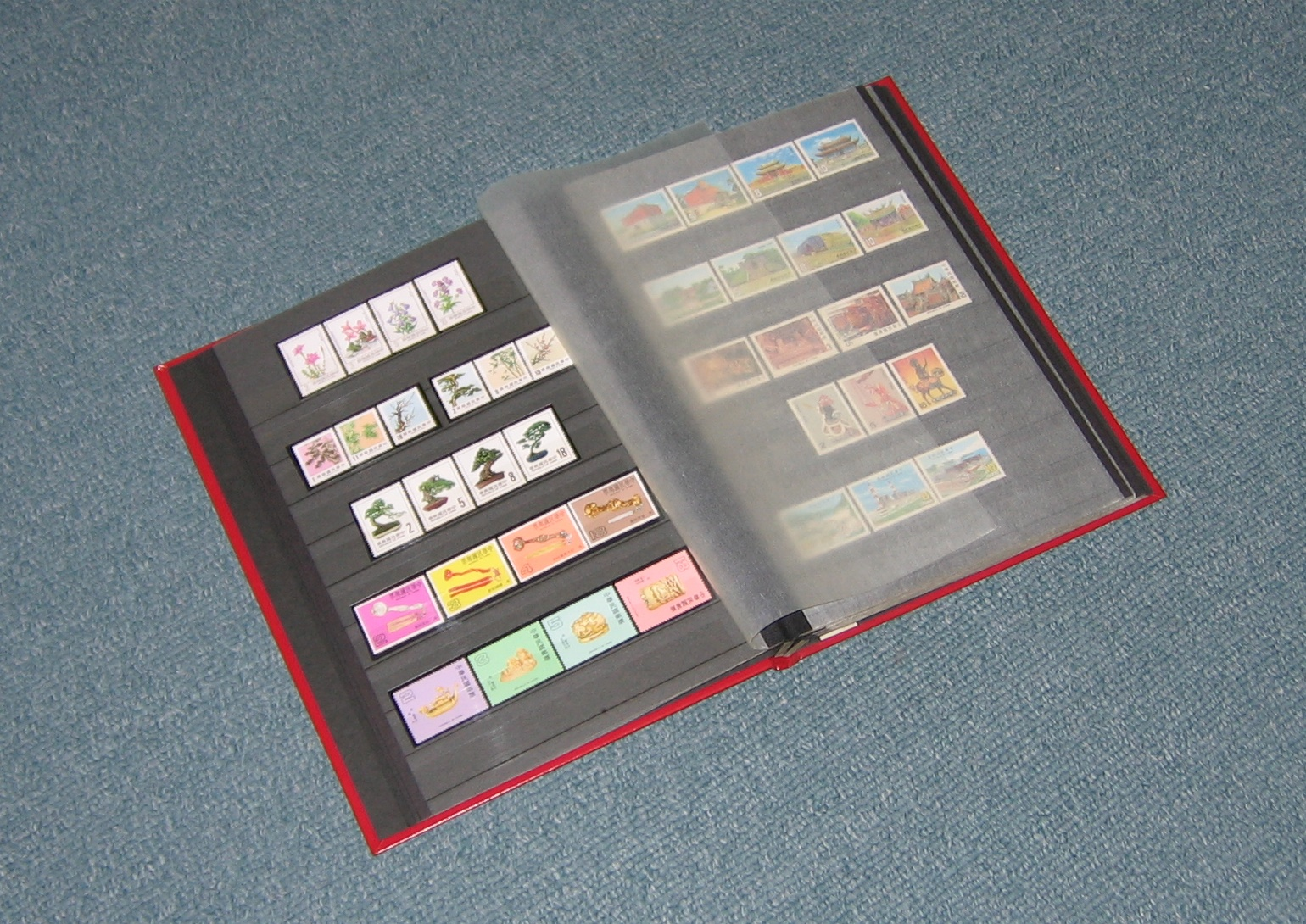
آلبوم تمبر مورد استفاده برای جمع‌آوری تمبر

سرگرمی جمع‌آوری (به انگلیسی: Collecting)، شامل جست‌وجو، مکان‌یابی، به دست آوردن، سازماندهی، فهرست‌نویسی، نمایش، ذخیره و نگهداری اقلامی است که مورد علاقه یک مجموعه‌دار (کلکسیونر) است. مجموعه‌ها از جنبه‌های مختلف، به وضوح در ماهیت و دامنه اشیاء موجود، اما همچنین در هدف، ارائه، و غیره متفاوت هستند. دامنه موضوعات ممکن برای یک مجموعه در عمل نامحدود است و مجموعه‌داران تعداد زیادی از این امکانات را در عمل درک کرده‌اند، اگرچه برخی از آنها بسیار محبوب‌تر از دیگران هستند.
در مجموعه اقلام ساخته‌شده، اشیاء ممکن است عتیقه یا به سادگی قابل جمع‌آوری باشند. عتیقه‌ها اقلام قابل جمع‌آوری هستند که حداقل ۱۰۰ سال قدمت دارند، در حالی که دیگر اشیای کلکسیونی، جدید هستند. کلمه vintage کلکسیونی نسبتاً قدیمی را توصیف می‌کند که هنوز عتیقه نیست.

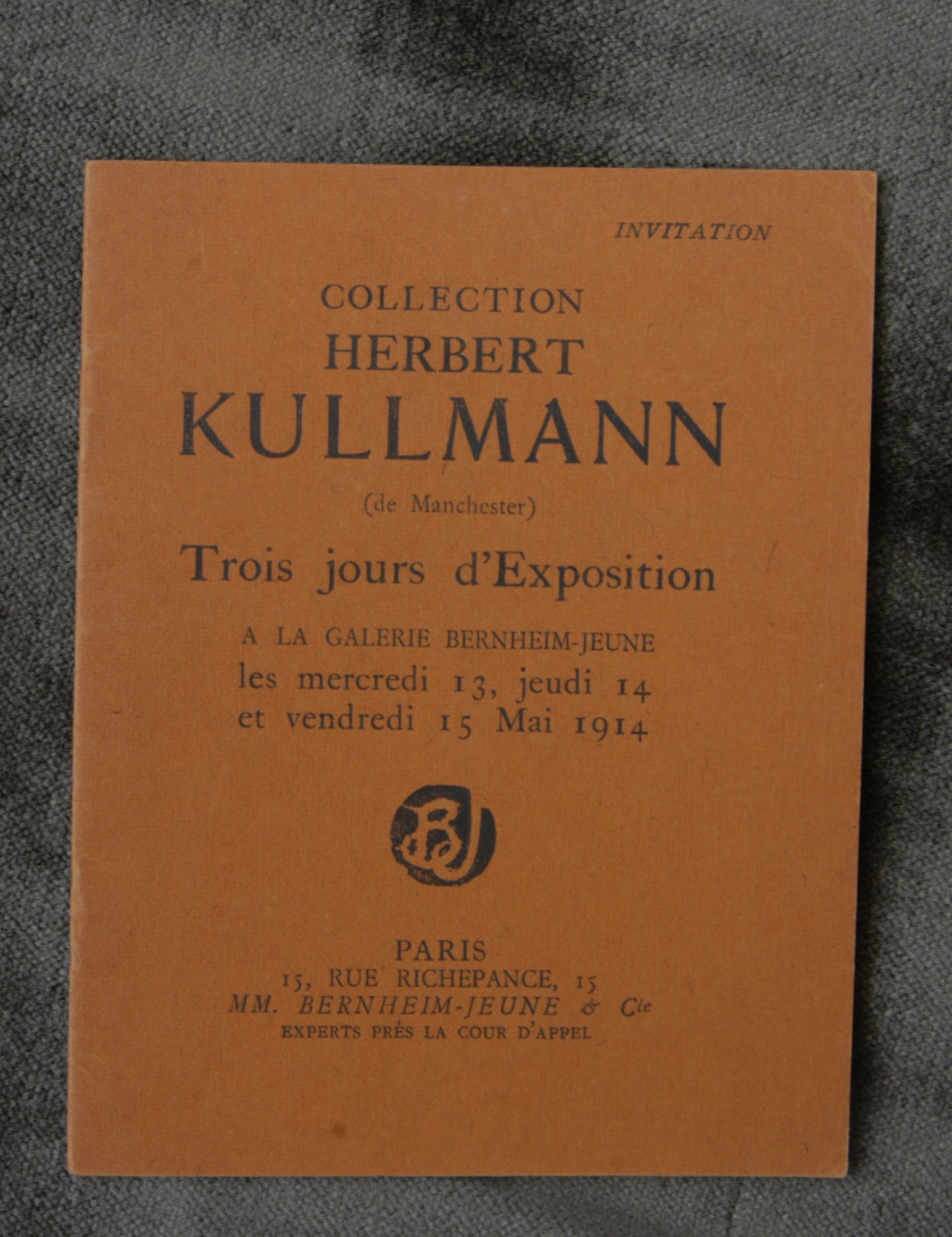
Herbert Kullmann، کاتالوگ فروش عکس توسط Bernheim-Jeune، پاریس، مه ۱۹۱۴.